# مدونا (آلبوم مدونا)
«مدونا» (به انگلیسی: Madonna) یک آلبوم از هنرمند اهل ایالات متحده آمریکا مدونا است که در ۲۷ ژوئیه ۱۹۸۳ منتشر شد.